# The Lonesome Death of Hattie Carroll
The Lonesome Death of Hattie Carroll ist ein Protestsong, vom amerikanischen Singer-Songwriter Bob Dylan geschrieben und gesungen. Am 23. Oktober 1963 aufgenommen, wurde der Song 1964 auf Dylans 3. Album The Times They Are a-Changin’ veröffentlicht und steht für die literarische Qualität des Dylanschen Songwriting.

## Der einsame Tod von Hattie Carroll: Der Fall und das Urteil

### Rassistisches Verbrechen
Als Carroll 1963 getötet wurde, herrschte in Charles County in öffentlichen Einrichtungen wie Restaurants, Kirchen, Theatern, Arztpraxen, Bussen und dem Jahrmarkt noch immer eine strenge Rassentrennung. Die Segregation der Schulen des Charles County wurden erst 1967 aufgehoben.
Der in dem Lied beschriebene Hauptvorfall ereignete sich in den frühen Morgenstunden des 9. Februar 1963 im Emerson Hotel in Baltimore. Mit einem Rohrstock griff der wohlhabende 24-jährige weiße Tabakfarmer William Zantzinger (bei Dylan Zanzinger) betrunken mindestens drei Mitarbeiter des Emerson Hotels an: einen Pagen, eine Kellnerin und – gegen 1:30 Uhr morgens – Carroll, eine afro-amerikanische 51-jährige Hotelangestellte, eine Mutter von neun Kindern.
Howard Sounes schilderte die nächsten Momente auf der Grundlage der Gerichtsakten: „Er bestellte einen Drink und nannte sie ‚eine schwarze Schlampe‘ und ‚schwarzer Hurensohn‘. Sie antwortete: ‚Nur einen Moment‘ und begann, sein Getränk zuzubereiten. Nach einer Minute beschwerte er sich darüber, dass sie zu langsam sei, und versetzte ihr einen harten Schlag auf die Schulter, etwa auf halbem Weg zwischen der Schulterspitze und dem Nacken. Sie reichte ihm sein Getränk. (Original:«He asked for a drink and called her 'a black bitch', and 'black s.o.b'. She replied, 'Just a moment' and started to prepare his drink. After a delay of perhaps a minute, he complained about her being slow and struck her a hard blow on her shoulder about half-way between the point of her shoulder and her neck." She handed him his drink.»)“ Nachdem er Carroll geschlagen hatte, griff er seine eigene Frau an, warf sie zu Boden und schlug sie mit seinem Schuh.
Fünf Minuten nach dem Schlag lehnte sich Carroll gegen eine Kollegin neben ihr und klagte über Übelkeit. Ihre Kollegen brachten Carroll in die Küche. Ihr Arm wurde taub, ihre Sprache undeutlich. Sie brach zusammen, wurde ins Krankenhaus eingeliefert. Carroll starb acht Stunden nach der Attacke.
Eine Autopsie ergab Arteriosklerose, ein vergrößertes Herz und hohen Blutdruck. Eine Lumbalpunktion bestätigte eine Hirnblutung als Todesursache. Sie starb am 9. Februar 1963 um 9 Uhr morgens im Mercy Medical Center (Baltimore, Maryland).

### Der Prozess
Zantzinger wurde zunächst wegen Mordes angeklagt. Er verteidigte sich damit, dass er extrem betrunken gewesen sei und behauptete, keine Erinnerung an den Angriff zu haben. Seine Anklage wurde auf Totschlag und Körperverletzung reduziert, basierend auf der Vermutung, dass es ihre Stressreaktion auf seine verbale und körperliche Misshandlung war, die zu der intrakraniellen Blutung führte, und nicht ein Trauma mit stumpfer Gewalt durch den Schlag, der keine bleibenden Spuren hinterließ. Am 28. August wurde Zantzinger in beiden Anklagepunkten schuldig gesprochen und zu einer sechsmonatigen Haftstrafe verurteilt. Das Time Magazine berichtete über die Verurteilung: „Im Juni, nachdem Zantzingers Phalanx aus fünf Top-Anwälten eine Verlegung des Gerichtsstands an ein Gericht in Hagerstown durchgesetzt hatte, reduzierte ein aus drei Richtern bestehendes Gremium die Mordanklage auf Totschlag. Nach einem dreitägigen Prozess wurde Zantzinger für schuldig befunden. Für den Angriff auf die Hotelangestellten: 125 US-Dollar Geldstrafe. Für den Tod von Hattie Carroll: sechs Monate Gefängnis und 500 Dollar Geldstrafe. Die Richter haben den Beginn der Gefängnisstrafe mit Bedacht auf den 15. September verschoben, um Zantzinger Zeit für die Tabakernte zu geben. (Original: «In June, after Zantzinger's phalanx of five topflight attorneys won a change of venue to a court in Hagerstown, a three-judge panel reduced the murder charge to manslaughter. Following a three-day trial, Zantzinger was found guilty. For the assault on the hotel employees: a fine of $125. For the death of Hattie Carroll: six months in jail and a fine of $500. The judges considerately deferred the start of the jail sentence until September 15, to give Zantzinger time to harvest his tobacco crop.»)“
Nachdem das Urteil verkündet worden war, vermutete die New York Herald Tribune, dass er zu einer so kurzen Strafe verurteilt worden sei, damit er nicht im überwiegend von Schwarzen belegte Staatsgefängnis seine Strafe verbüßen müsse. Seine Berühmtheit würde ihn dort zum Ziel von Misshandlungen machen, vermutete man. Zantzinger verbüßte seine Zeit im vergleichsweise „sicheren“ Bezirksgefängnis des Washington County, ungefähr 110 km vom Tatort entfernt. Seine damalige Frau Jane klagte: „Niemand hier behandelt seine Nigger so gut wie Billy.“ (Original: “Nobody treats his niggers as well as Billy does around here.”)

## Der Protestsong

### Entstehung, Aufnahme und Aufführung

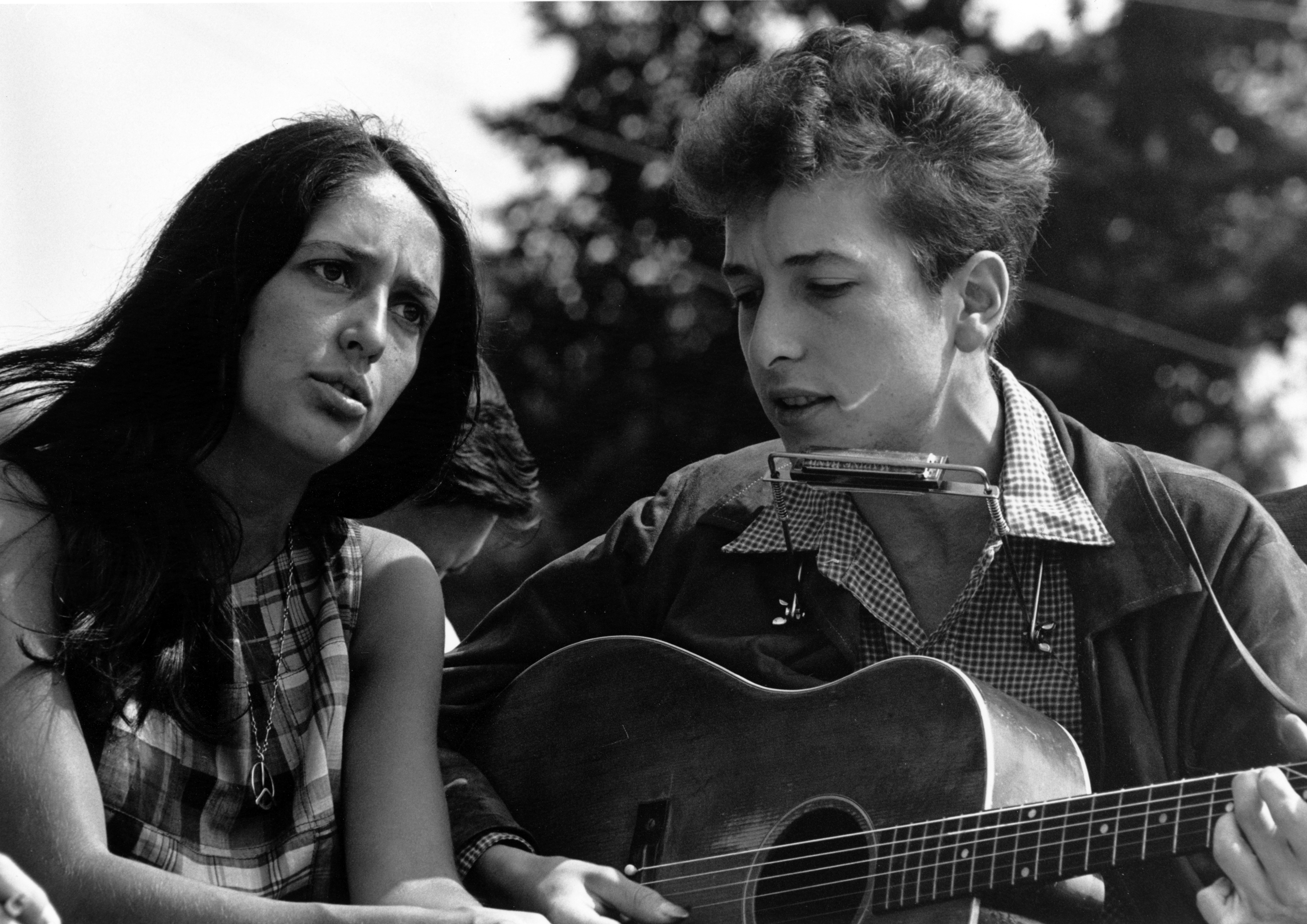
28. August 1963, Washington D.C., Joan Baez, Bob Dylan

William Zantzinger wurde am 28. August 1963 wegen Totschlags verurteilt. Am selben Tag hielt Martin Luther King Jr. seine Rede „Ich habe einen Traum“ beim Marsch auf Washington für Arbeit und Freiheit. Bob Dylan, damals 22 Jahre alt, war einer der Prominenten auf dem Marsch und auf der Heimreise nach New York City las er von der Verurteilung Zantzingers und beschloss, über den Fall ein Protestlied zu schreiben.

‘I wrote ›Hattie Carroll‹ in a small notebook in a restaurant on 7th Avenue,’ Dylan said in 1985. ‘I’d had the information beforehand and people were talking about it . . . I felt I had a lot in common with this situation and was able to manifest my feelings.’

„‚Ich habe ›Hattie Carroll‹ in einem kleinen Notizbuch in einem Restaurant in der 7th Avenue geschrieben‘, sagte Dylan 1985. ‚Ich hatte die Informationen vorher und die Leute redeten darüber. . . Ich hatte das Gefühl, dass ich mit dieser Situation viel gemeinsam hatte und meine Gefühle zum Ausdruck bringen konnte.‘“

In einer Radiodokumentation über das Lied hieß es eher, dass er es sowohl in Manhattan als auch im Haus seiner damaligen Freundin, Joan Baez, in Carmel-by-the-Sea geschrieben habe.
Er nahm den Song am 23. Oktober 1963 auf, als der rassistische Vorfall und der Prozess noch im Gedächtnis der Öffentlichkeit waren. Das Lied gehörte sofort zu seinem Live-Repertoire. Schon am 26. Oktober 1963 trug er das Lied in der Carnegie Hall das erste Mal öffentlich vor (Live 1962-1966: Rare Performances From The Copyright Collections, 2018). Bis zum Oktober 2012 wurde das Lied 296 Mal in seinen Konzerten gespielt. Einige Live-Interpretationen erschienen auf den Alben The Bootleg Series Vol. 5: Bob Dylan Live 1975, The Rolling Thunder Revue (2002; aufgenommen am 21. November 1975), The Bootleg Series Vol. 6: Bob Dylan Live 1964, Concert at Philharmonic Hall (2004; aufgenommen am 31. Oktober 1964). Im Jahr 2019 wurden fünf Live-Auftritte des Songs von der Rolling Thunder Revue-Tour 1975 auf dem Boxset The Rolling Thunder Revue: The 1975 Live Recordings veröffentlicht.

### Literarische und formale Aspekte
Schon früh hatte Phil Ochs auf die herausragende poetische Qualität des Songs hingewiesen.
In seiner Autobiographie Chronicles: Volume One zählt Dylan „The Lonesome Death of Hattie Carroll“ zu den frühen Liedern, die unter dem tiefen Eindruck eines von Suze Rotolo empfohlenen Besuches einer New Yorker Aufführung der Dreigroschenoper von Bertolt Brecht und Kurt Weill geschrieben wurden. Er erinnert sich, wie er die Worte von Seeräuber-Jenny niederschrieb, um zu verstehen, wie das Brecht-Weill-Lied seine Wirkung erzielte:
„Woody had never written a song like that. It was'nt a protest or topical song and there was no love for the people in it … I took the song apart and unzipped it - it was the form, the free verse association, the structure and disregard for the known certainty of melodic patterns to make it seriously matter, give it its cutting edge. It also had the ideal chorusfor the lyrics. (Deutsch: «Woody hatte noch nie ein Lied wie dieses geschrieben. Es war kein Protest- oder aktuelles Lied und es war keine Liebe für Menschen darin…Ich nahm das Lied auseinander und entpackte es - es waren seine Form, seine freie-Assoziation, seine Struktur und die Missachtung der bekannten Gewissheiten eines melodischen Musters, die ihm seinen Ernst und seine Präzision verliehen. Es hatte auch den idealen Refrain für den Text.»)“
Dylan analysierte den Brechtschen Verfremdungseffekt an der Seeräuber-Jenny und versuchte, die gefundene emotionale Distanzierung auf seine Lieder zu übertragen. Der Chorus von „Hattie Carroll“,
But you who philosophize disgrace and criticize all fears

Take the rag away from your face

Now ain't the time for your tears,
gibt geradezu die Abwehr der Gefühle vor. Dreimal wiederholt er den Chorus, erst nach der kompletten Darlegung der literarisch bearbeiteten Geschichte von Hattie Carroll wird der Refrain variiert zu:
Oh, but you who philosophize disgrace and criticize all fears

Bury the rag deep in your face

For now's time for your tears.
Der Literaturwissenschaftler Heinrich Detering beobachtet, dass „der Song […] diese Geschichte konsequent im Brechtschen Gestus didaktisch-distanzierten ›Zeigens‹ und unter Nennung von Namen und Adressen“ vorträgt.
Der Literaturkritiker Christopher Ricks hält das Lied für „eines von Dylans größten“ und die Aufnahme auf dem Album The Times They Are a-Changin‘ für perfekt. Er widmet ihm ein ganzes Kapitel und analysiert sowohl die Bedeutung als auch die Prosodie in seinem Buch über Dylans Lieder als Poesie. Für ihn ist es ein „Song, der nicht besser geschrieben werden konnte“.
Auch Greil Marcus unterstreicht die literarische Qualität des Liedes: “[…]the perfection of the song as a work of art — of how, perhaps, the horror of the event brought out an apotheosis of craft that Dylan had never quite found before and would never find again.”
Das Lied gehört für Greil Marcus zu den sieben Songs, die für die Biographie Bob Dylans grundlegend sind. Deshalb widmet auch er diesem Lied in seiner Biographie ein Kapitel. Für Greil Marcus dokumentiert sich in diesem Lied der „Ehrgeiz, eine Geschichte zu schreiben, die so lange dauern wird wie Antigone“ (Original: “We heard the ambition to write a history that will last as long as Antigone.”).

### Dylans Selbstdeutung
“In a few years' time, I'd write and sing songs like "It's Alright Ma (I'm Only Bleeding)", "Mr. Tambourine Man", "Lonesome Death of Hattie Carroll", "Who killed Davey Moore", "Only a Pawn in Their Game, "A Hard Rain's A-Gonna Fall" and some others like that. If I hadn't gone to the Theatre de Lys and heard the ballad "Pirate Jenny", it might not have dawned on me to write them, that songs like these could be written.”

“To do it, you've got to have the power and dominion over the spirits. I had done it once, and once was enough.”

### Melodie
In der Liste der Lieder von Bob Dylan wird der Song in der Kategorie Coversong mit neuem Text geführt. Danach gehen weite Teile der Melodie auf “Mary Hamilton”, eine schottische Ballade aus dem 16. Jahrhundert, als „Child Ballad 173“ in die Sammlung Child Ballads aufgenommen, zurück.
Der Song gehörte schon früh zum Repertoire seiner Freundin Joan Baez (veröffentlicht auf „Joan Baez“, 1960).

## Coverversionen
Coverversionen gibt es unter anderem von
Judy Collins (1964), Paul Jones (1967), Country Joe McDonald (1968), Phranc (1985), Roky Erickson & the 13Floor Elevators (1994), Martin Carthy (1998), Steve Howe (1999), Julie Felix (2002), Ronald Born (2002), Doc Chad (2003), Michael Rose (2004), Jewels & Binoculars (2004), Michel Montecrossa (2004), Rx Bandits (2005), Christy Moore (2005), Mason Jennings (2007), Les Shelleys (2010), Winston Apple (2010), Cage the Elephant (2012), Chris Dylan (2014), Paula Cole (2017), Charlie Ballantine (2018).

## Text
- Bob Dylan: The Lyrics 1961-2012. Simon & Schuster, New York 2016, ISBN 978-1-4516-4876-8, S. 95.
- Bob Dylan: Lyrics. Herausgegeben von Heinrich Detering. Reclam (Fremdsprachentexte), Stuttgart 2009, ISBN 978-3-15-019741-7, S. 18–20.